# Yusaku Ueno
Yusaku Ueno (Tochigi, 1 november 1973) is een voormalig Japans voetballer.

## Carrière
Yusaku Ueno speelde tussen 1996 en 2008 voor Avispa Fukuoka, Sanfrecce Hiroshima, Kyoto Purple Sanga, Albirex Niigata en Tochigi SC.